# Gran Premio del Giappone 2012
Il Gran Premio del Giappone 2012 si è corso domenica 7 ottobre 2012 sul Circuito di Suzuka, quindicesima prova della stagione 2012 del Campionato mondiale di Formula 1. La gara è stata vinta dal tedesco Sebastian Vettel su Red Bull Racing-Renault, al suo ventiquattresimo successo nel mondiale. Vettel ha preceduto sul traguardo il brasiliano Felipe Massa su Ferrari ed il giapponese Kamui Kobayashi su Sauber-Ferrari.
Vettel ha conquistato il secondo Grand Chelem della sua carriera in F1, ottenendo vittoria, pole position, giro più veloce e conducendo la gara dall'inizio alla fine.

## Vigilia

### Sviluppi futuri

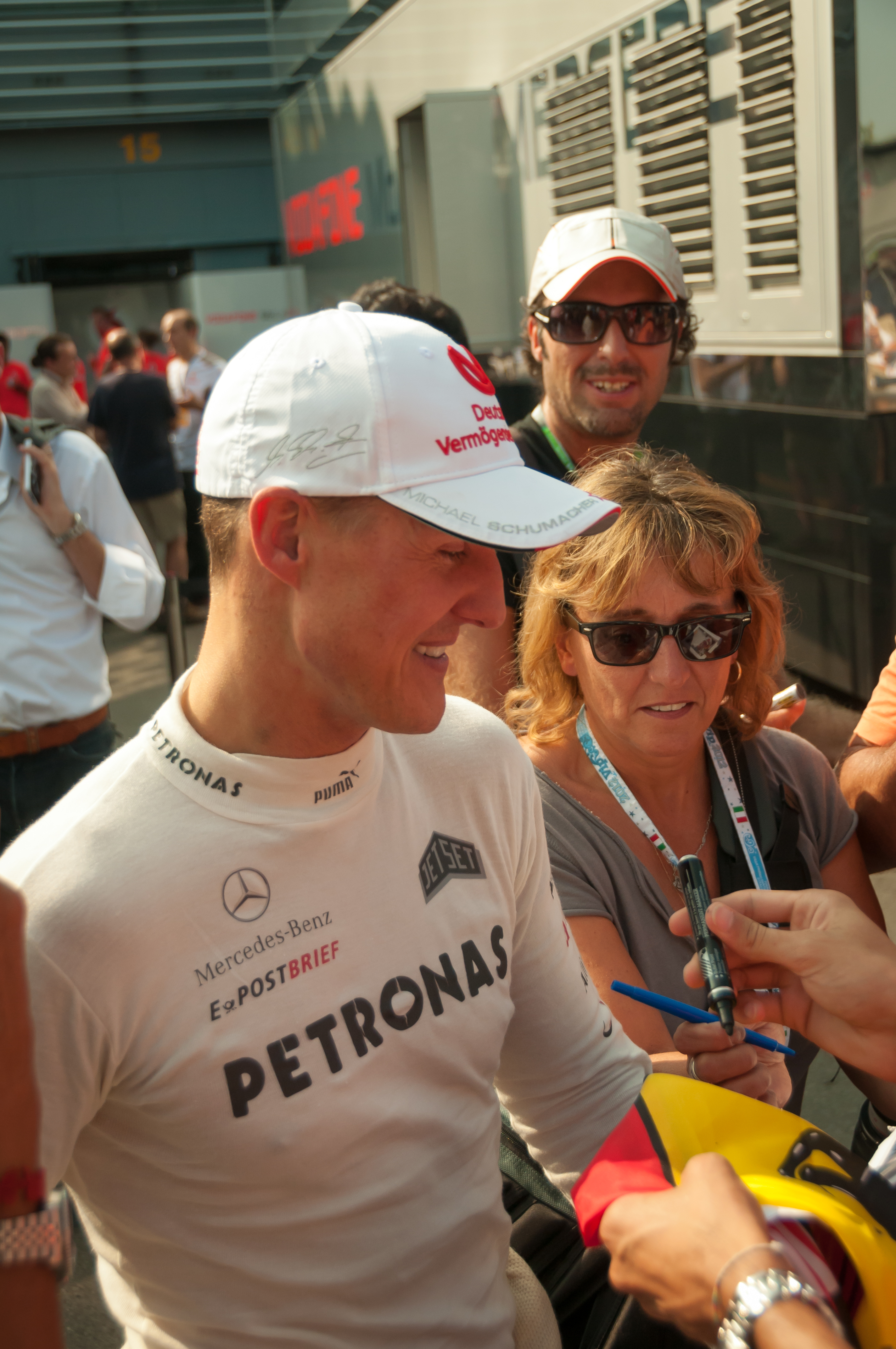
Michael Schumacher ha annunciato il suo ritiro dalla F1 il 4 ottobre.

Viene pubblicato ufficialmente il calendario per la stagione 2013. Rispetto alla bozza iniziale vi è una piccola variazione rispetto alle date del Gran Premio di Germania e del Gran Premio del Belgio.
Il 25 settembre il Circuito delle Americhe di Austin supera l'ultima ispezione effettuata da Charlie Whiting, ed è così pronto per ospitare a novembre il Gran Premio degli USA. Invece la presenza nel calendario del 2013 dell'altro gran premio statunitense, previsto su un circuito cittadino nel New Jersey, viene messa in dubbio da Bernie Ecclestone per l'assenza di un accordo con gli organizzatori.
La Mercedes annuncia l'ingaggio di Lewis Hamilton dalla stagione 2013 e per tre anni. Al suo posto la McLaren ingaggia Sergio Pérez, proveniente dalla Sauber. Michael Schumacher annuncia il suo ritiro dalla Formula 1 al termine della stagione 2012, pur in presenza di un'offerta della Sauber; il pilota tedesco afferma di trovarsi in una situazione analoga a quella del primo ritiro del 2006 e di non sapere ancora nulla sul suo futuro una volta conclusa la carriera.
In merito al regolamento tecnico per il 2013 la FIA decide di bandire i meccanismi definiti di "Super DRS" e lo scalino sul musetto delle monoposto: le scuderie, le cui vetture per il 2013 sono già in fase di progettazione avanzata, potranno coprire lo scalino tramite speciali pannelli. In ambito sportivo viene deciso di non effettuare più nessuna sessione di test durante la stagione, come accaduto nel 2012 al Mugello.

### Aspetti tecnici
La Pirelli, fornitore unico degli pneumatici, annuncia per questo gran premio coperture di tipo hard e soft.
A seguito dei problemi di drenaggio dell'acqua sulla pista, riscontrati nelle edizioni precedenti, il tracciato di Suzuka è riasfaltato dal termine delle S iniziali fino alla chicane conclusiva.
La zona per l'utilizzo del DRS in gara è posta nello stesso tratto dell'edizione 2011, ovvero il rettilineo iniziale, la lunghezza della stessa è accorciata di venti metri. Il punto per la determinazione del distacco fra i piloti è posto 50 metri prima dell'ultima chicane.

### Aspetti sportivi
Michael Schumacher è penalizzato di dieci posizioni sulla griglia in quanto ritenuto responsabile dell'incidente con Jean-Éric Vergne, avvenuto nel corso del Gran premio precedente. Jenson Button è penalizzato di cinque posizioni sulla griglia di partenza per aver sostituito il cambio.
Da questa gara il pilota britannico Max Chilton, che ha chiuso al quarto posto nella GP2 Series, è nominato pilota di riserva alla Marussia. A seguito delle diatribe tra Cina e Giappone in merito al possedimento delle isole Senkaku il pilota cinese Ma Qing Hua dell'HRT ha delle difficoltà nel ricevimento del visto per entrare in Giappone.
Niki Lauda, pilota austriaco per tre volte campione del mondo di Formula 1, viene ingaggiato come consulente dalla Mercedes. Aveva già svolto questa funzione alla Jaguar e alla Ferrari.
L'ex pilota di Formula 1 Derek Warwick è nominato quale commissario aggiunto per il gran premio da parte della FIA. Aveva svolto questa funzione, nel corso del 2012, già nel Gran Premio di Germania. Il pilota olandese Giedo van der Garde, giunto sesto nella GP2 prende parte alla prima sessione di prove libere del venerdì alla Caterham, come già fatto nel Gran Premio di Cina, al posto di Heikki Kovalainen. In questa sessione anche Valtteri Bottas prende il posto di Bruno Senna alla Williams-Renault.

## Prove

### Resoconto
Nella prima sessione del venerdì Jenson Button conquista il tempo migliore, precedendo il compagno di scuderia Lewis Hamilton. Hamilton era stato il più rapido nella prima fase delle prove, battuto poi da Mark Webber. La sessione si è conclusa in leggero anticipo per un'uscita di pista di Nico Rosberg alla curva 4, che ha comportato l'esposizione della bandiera rossa. Altre escursioni di pista erano state effettuate da Michael Schumacher e Timo Glock alla Degner e da Romain Grosjean alla Spoon.
Anche la seconda sessione è stata interrotta con bandiere rosse, dopo solo sei minuti, per un testacoda di Paul di Resta alla Spoon. Fernando Alonso si è posto in testa, battuto da Button, in seguito, poi da Sebastian Vettel. Nella seconda parte della sessione i piloti hanno testato le gomme morbide. Il primo ad andare in testa è stato ancora Jenson Button, preceduto poi da Vettel. Nei minuti finali Mark Webber ha abbassato il limite fino a 1'32"493. Kimi Räikkönen non ha potuto provare per parte della sessione per problemi tecnici alla batteria del KERS. Negli ultimi minuti della sessione la Caterham di Vitalij Petrov ha perduto l'alettone posteriore in pieno rettilineo.
Anche nella sessione del sabato Sebastian Vettel si conferma il più rapido, precedendo Mark Webber e Felipe Massa. Nico Hülkenberg ha colpito le barriere alla Degner: per tale ragione è stato costretto a sostituire il cambio: questa sostituzione lo porta a essere penalizzato di cinque posizioni sulla griglia di partenza. Charles Pic viene richiamato e multato di 5.000 euro per aver rallentato Lewis Hamilton nella parte finale del tracciato nel corso delle libere del sabato.

### Risultati
Nella prima sessione del venerdì si è avuta questa situazione:
| Pos | Nº | Pilota         | Costruttore             | Tempo    | Gap    | Giri |
| --- | -- | -------------- | ----------------------- | -------- | ------ | ---- |
| 1   | 3  | Jenson Button  | McLaren-Mercedes        | 1'34"507 |        | 20   |
| 2   | 4  | Lewis Hamilton | McLaren-Mercedes        | 1'34"740 | +0"233 | 26   |
| 3   | 2  | Mark Webber    | Red Bull Racing-Renault | 1'34"856 | +0"349 | 24   |

Nella seconda sessione del venerdì si è avuta questa situazione:
| Pos | Nº | Pilota           | Costruttore             | Tempo    | Gap    | Giri |
| --- | -- | ---------------- | ----------------------- | -------- | ------ | ---- |
| 1   | 2  | Mark Webber      | Red Bull Racing-Renault | 1'32"493 |        | 34   |
| 2   | 4  | Lewis Hamilton   | McLaren-Mercedes        | 1'32"707 | +0"214 | 32   |
| 3   | 1  | Sebastian Vettel | Red Bull Racing-Renault | 1'32"836 | +0"343 | 37   |

Nella sessione del sabato mattina si è avuta questa situazione:
| Pos | Nº | Pilota           | Costruttore             | Tempo    | Gap    | Giri |
| --- | -- | ---------------- | ----------------------- | -------- | ------ | ---- |
| 1   | 1  | Sebastian Vettel | Red Bull Racing-Renault | 1'32"136 |        | 17   |
| 2   | 2  | Mark Webber      | Red Bull Racing-Renault | 1'32"371 | +0"235 | 20   |
| 3   | 6  | Felipe Massa     | Ferrari                 | 1'32"824 | +0"688 | 13   |

## Qualifiche

### Resoconto
In Q1 Michael Schumacher ottiene la qualificazione solo all'ultimo tentativo. Vengono eliminati i due piloti della Caterham, i due della Marussia e i due della HRT, assieme a Bruno Senna, che però lamenta di essere stato ostacolato da Jean-Éric Vergne. Per la manovra il francese è penalizzato di tre posizioni sulla griglia di partenza.. Buona la prestazione di de la Rosa che si mette dietro la Marussia di Pic e la Caterham di Petrov.
Nella seconda fase vengono eliminati Felipe Massa (a soli due centesimi dal decimo posto), Paul di Resta, Pastor Maldonado, le due Toro Rosso, e le due Mercedes.
Nella terza fase Sebastian Vettel è stato subito il più veloce, tanto che nessuno è riuscito a impensierirlo nella fase finale della Q3. In prima fila si è portato Mark Webber. I tentativi degli ultimi minuti sono stati penalizzati da un testacoda di Kimi Räikkönen alla Spoon, che ha comportato l'esposizione di bandiere gialle. Ne è stato penalizzato soprattutto Lewis Hamilton, che ha chiuso con il nono tempo. Vettel ha conquistato la sua trentaquattresima pole, la quarta di fila sul tracciato di Suzuka. Solo Michael Schumacher e Ayrton Senna ne hanno conquistate di più in gare valide per il mondiale di Formula 1. Al termine delle prove Sebastian Vettel è stato convocato dai commissari in quanto accusato di aver ostacolato Fernando Alonso nel corso della Q3. Non sono stati presi provvedimenti nei suoi confronti, ma il tedesco ha subito solo una reprimenda.

### Risultati
Nella sessione di qualifica si è avuta questa situazione:
| Pos                         | Nº | Pilota             | Costruttore             | Q1       | Q2       | Q3          | Griglia |
| --------------------------- | -- | ------------------ | ----------------------- | -------- | -------- | ----------- | ------- |
| 1                           | 1  | Sebastian Vettel   | Red Bull Racing-Renault | 1'32"608 | 1'31"501 | 1'30"839    | 1       |
| 2                           | 2  | Mark Webber        | Red Bull Racing-Renault | 1'32"951 | 1'31"950 | 1'31"090    | 2       |
| 3                           | 3  | Jenson Button      | McLaren-Mercedes        | 1'33"077 | 1'31"772 | 1'31"290    | 8       |
| 4                           | 14 | Kamui Kobayashi    | Sauber-Ferrari          | 1'32"042 | 1'31"886 | 1'31"700    | 3       |
| 5                           | 10 | Romain Grosjean    | Lotus-Renault           | 1'32"029 | 1'31"988 | 1'31"898    | 4       |
| 6                           | 15 | Sergio Pérez       | Sauber-Ferrari          | 1'32"147 | 1'32"169 | 1'32"022    | 5       |
| 7                           | 5  | Fernando Alonso    | Ferrari                 | 1'32"459 | 1'31"833 | 1'32"114    | 6       |
| 8                           | 9  | Kimi Räikkönen     | Lotus-Renault           | 1'32"221 | 1'31"826 | 1'32"208    | 7       |
| 9                           | 4  | Lewis Hamilton     | McLaren-Mercedes        | 1'33"061 | 1'32"121 | 1'32"327    | 9       |
| 10                          | 12 | Nico Hülkenberg    | Force India-Mercedes    | 1'32"828 | 1'32"272 | senza tempo | 15      |
| 11                          | 6  | Felipe Massa       | Ferrari                 | 1'32"946 | 1'32"293 | N.D.        | 10      |
| 12                          | 11 | Paul di Resta      | Force India-Mercedes    | 1'32"898 | 1'32"327 | N.D.        | 11      |
| 13                          | 7  | Michael Schumacher | Mercedes                | 1'33"349 | 1'32"469 | N.D.        | 23      |
| 14                          | 18 | Pastor Maldonado   | Williams-Renault        | 1'32"834 | 1'32"512 | N.D.        | 12      |
| 15                          | 8  | Nico Rosberg       | Mercedes                | 1'33"015 | 1'32"625 | N.D.        | 13      |
| 16                          | 16 | Daniel Ricciardo   | STR-Ferrari             | 1'33"059 | 1'32"954 | N.D.        | 14      |
| 17                          | 17 | Jean-Éric Vergne   | STR-Ferrari             | 1'33"370 | 1'33"368 | N.D.        | 19      |
| 18                          | 19 | Bruno Senna        | Williams-Renault        | 1'33"405 | N.D.     | N.D.        | 16      |
| 19                          | 20 | Heikki Kovalainen  | Caterham-Renault        | 1'34"657 | N.D.     | N.D.        | 17      |
| 20                          | 24 | Timo Glock         | Marussia-Cosworth       | 1'35"213 | N.D.     | N.D.        | 18      |
| 21                          | 22 | Pedro de la Rosa   | HRT-Cosworth            | 1'35"385 | N.D.     | N.D.        | 20      |
| 22                          | 25 | Charles Pic        | Marussia-Cosworth       | 1'35"429 | N.D.     | N.D.        | 21      |
| 23                          | 21 | Vitalij Petrov     | Caterham-Renault        | 1'35"432 | N.D.     | N.D.        | 22      |
| 24                          | 23 | Narain Karthikeyan | HRT-Cosworth            | 1'36"734 | N.D.     | N.D.        | 24      |
| Tempo limite 107%: 1'38"471 |    |                    |                         |          |          |             |         |

## Gara

### Resoconto
Al via Sebastian Vettel mantiene il comando, mentre alla prima curva vi è un incidente che costringe Fernando Alonso, con una gomma bucata da Kimi Räikkönen, e Nico Rosberg, la cui vettura viene colpita da quella di Bruno Senna, al ritiro e all'entrata in pista della safety car. Romain Grosjean e Mark Webber sono costretti a cambiare il musetto ai box. Il francese è anche penalizzato con uno stop and go di dieci secondi per il contatto con l'australiano della Red Bull Racing.
Dopo due giri dietro la vettura di sicurezza riprende la gara con Vettel seguito da Kamui Kobayashi, Jenson Button, Felipe Massa, Kimi Räikkönen, Sergio Pérez e Lewis Hamilton. Alla ripartenza, Perez attacca Räikkönen che resiste e costringe il messicano ad andare largo alla prima curva, finendo per cedere la posizione ad Hamilton. Il messicano si riprende la posizione al sesto giro sorprendendo il britannico al tornantino.
Tra il quattordicesimo e diciassettesimo giro i migliori compiono il loro primo cambio gomme. La classifica vede ancora al comando Vettel, seguito da Felipe Massa, che ha guadagnato due posizioni, poi Kamui Kobayashi, Jenson Button, Kimi Räikkönen, Lewis Hamilton che ha di nuovo passato Sergio Pérez. Ancora alla Hairpin il messicano attacca di nuovo Hamilton al 19º giro ma questa volta arriva lungo, va in testacoda ed è costretto al ritiro.
In testa Sebastian Vettel continua a comandare la gara con un buon margine su Massa. Tra il 31º e 32º giro vanno alla seconda sosta Hamilton, Räikkönen e Kobayashi. Al rientro in pista Hamilton resiste al finlandese della Lotus, e guadagna così una posizione. Tra il 35º e 37º giro c'è il secondo pit stop anche per Button, Massa e Vettel. La classifica rimane invariata.
Negli ultimi giri Jenson Button si avvicina a Kamui Kobayashi, ma senza impensierirlo per il terzo posto. Sebastian Vettel vince per la ventiquattresima volta nel mondiale, ottenendo, per la seconda volta dopo il Gran Premio d'India 2011 il Grand Chelem, ovvero vittoria, pole, giro veloce, restando in testa per tutta la gara. Secondo è Felipe Massa, che torna a podio per la prima volta dal Gran Premio di Corea 2010. Kamui Kobayashi, terzo, ottiene il suo primo ed unico podio in carriera, primo nipponico a tornarci dopo Takuma Satō nel Gran Premio degli Stati Uniti d'America 2004.

### Risultati
I risultati del gran premio sono i seguenti:
| Pos | Nº | Pilota             | Costruttore             | Giri | Tempo/Ritiro                | Griglia | Punti |
| --- | -- | ------------------ | ----------------------- | ---- | --------------------------- | ------- | ----- |
| 1   | 1  | Sebastian Vettel   | Red Bull Racing-Renault | 53   | 1h28'56"242                 | 1       | 25    |
| 2   | 6  | Felipe Massa       | Ferrari                 | 53   | +20"639                     | 10      | 18    |
| 3   | 14 | Kamui Kobayashi    | Sauber-Ferrari          | 53   | +24"538                     | 3       | 15    |
| 4   | 3  | Jenson Button      | McLaren-Mercedes        | 53   | +25"098                     | 8       | 12    |
| 5   | 4  | Lewis Hamilton     | McLaren-Mercedes        | 53   | +46"490                     | 9       | 10    |
| 6   | 9  | Kimi Räikkönen     | Lotus-Renault           | 53   | +50"424                     | 7       | 8     |
| 7   | 12 | Nico Hülkenberg    | Force India-Mercedes    | 53   | +51"159                     | 15      | 6     |
| 8   | 18 | Pastor Maldonado   | Williams-Renault        | 53   | +52"364                     | 12      | 4     |
| 9   | 2  | Mark Webber        | Red Bull Racing-Renault | 53   | +54"675                     | 2       | 2     |
| 10  | 16 | Daniel Ricciardo   | STR-Ferrari             | 53   | +1'06"919                   | 14      | 1     |
| 11  | 7  | Michael Schumacher | Mercedes                | 53   | +1'07"769                   | 23      |       |
| 12  | 11 | Paul di Resta      | Force India-Mercedes    | 53   | +1'23"460                   | 11      |       |
| 13  | 17 | Jean-Éric Vergne   | STR-Ferrari             | 53   | +1'28"645                   | 19      |       |
| 14  | 19 | Bruno Senna        | Williams-Renault        | 53   | +1'28"709                   | 16      |       |
| 15  | 20 | Heikki Kovalainen  | Caterham-Renault        | 52   | +1 giro                     | 17      |       |
| 16  | 24 | Timo Glock         | Marussia-Cosworth       | 52   | +1 giro                     | 18      |       |
| 17  | 21 | Vitalij Petrov     | Caterham-Renault        | 52   | +1 giro                     | 22      |       |
| 18  | 22 | Pedro de la Rosa   | HRT-Cosworth            | 52   | +1 giro                     | 20      |       |
| 19  | 10 | Romain Grosjean    | Lotus-Renault           | 51   | Cambio                      | 4       |       |
| Rit | 25 | Charles Pic        | Marussia-Cosworth       | 37   | Motore                      | 21      |       |
| Rit | 23 | Narain Karthikeyan | HRT-Cosworth            | 32   | Motore                      | 24      |       |
| Rit | 15 | Sergio Pérez       | Sauber-Ferrari          | 18   | Testacoda                   | 5       |       |
| Rit | 5  | Fernando Alonso    | Ferrari                 | 0    | Collisione con K. Räikkönen | 6       |       |
| Rit | 8  | Nico Rosberg       | Mercedes                | 0    | Collisione con B. Senna     | 13      |       |

## Classifiche Mondiali

### Piloti
| Pos | Pilota             | Punti |
| --- | ------------------ | ----- |
| 1   | Fernando Alonso    | 194   |
| 2   | Sebastian Vettel   | 190   |
| 3   | Kimi Räikkönen     | 157   |
| 4   | Lewis Hamilton     | 152   |
| 5   | Mark Webber        | 134   |
| 6   | Jenson Button      | 131   |
| 7   | Nico Rosberg       | 93    |
| 8   | Romain Grosjean    | 82    |
| 9   | Felipe Massa       | 69    |
| 10  | Sergio Pérez       | 66    |
| 11  | Kamui Kobayashi    | 50    |
| 12  | Paul di Resta      | 44    |
| 13  | Michael Schumacher | 43    |
| 14  | Nico Hülkenberg    | 37    |
| 15  | Pastor Maldonado   | 33    |
| 16  | Bruno Senna        | 25    |
| 17  | Jean-Éric Vergne   | 8     |
| 18  | Daniel Ricciardo   | 7     |

### Costruttori
| Pos | Team                    | Punti |
| --- | ----------------------- | ----- |
| 1   | Red Bull Racing-Renault | 324   |
| 2   | McLaren-Mercedes        | 283   |
| 3   | Ferrari                 | 263   |
| 4   | Lotus-Renault           | 239   |
| 5   | Mercedes                | 136   |
| 6   | Sauber-Ferrari          | 116   |
| 7   | Force India-Mercedes    | 81    |
| 8   | Williams-Renault        | 58    |
| 9   | STR-Ferrari             | 15    |